# Tanya Chutkan
Tanya Sue Chutkan, född 5 juli 1962, är en amerikansk advokat och jurist som tjänstgör som amerikansk distriktsdomare för den federala distriktsdomstolen i District of Columbia. Hon är presiderande domare i rättegången mot den tidigare amerikanska presidenten Donald Trump angående dennes roll i efterspelet efter presidentvalet 2020, inklusive händelserna som ledde fram till attacken mot USA:s Kapitolium den 6 januari 2021.

## Familj
Chutkan har en yngre bror, Norman, och en yngre syster, Robynne, som båda är läkare. Hennes far Winston Chutkan är en indo-jamaicansk läkare och hennes mamma Noelle är en afro-jamaican som var en av de ledande dansarna på National Dance Theatre Company of Jamaica.  Hennes före detta make, Peter A. Krauthamer, tjänstgjorde som domare vid Superior Court i District of Columbia från 2012 till 2023. De har två söner.